# Р-27
Р-27 — авіаційна керована ракета класу «повітря — повітря», середньої дальності.
Забезпечує перехоплення та знищення пілотованих та безпілотних літаків, а також крилатих ракет у повітряному бою на середніх і великих відстанях, при автономних і групових діях літаків-носіїв, вдень і вночі, за простих і складних метеоумов, з будь-яких напрямків, на тлі землі і моря, при активній інформаційній, вогневій і маневровій протидії супротивника.

## Історія
З початком розробки в 1974 році винищувачів 4 покоління МІГ-29 і Су-27 Міністерством оборони СРСР було видано завдання розробити для них аванпроект ракет «повітря — повітря» Р-27 (Перша назва К-27). За результатами конкурсу переможцем став проект ленінградського КБ «Вимпел», якому і була доручена подальша розробка.
Проектування велося під керівництвом П. П. Дементьєва і В. Т. Корсакова. Спочатку передбачалося створити дві уніфіковані ракети: Р-27А для МіГ-29 і Р-27Б для Су-27, що відрізнялися силовими установками і дальністю пуску. На кожній модифікації ракети передбачалося застосування теплової або радіолокаційної головок самонаведення. При цьому двигуни мали бути взаємозамінними, тобто ракети створювали за модульним принципом. Вперше у радянській практиці було вирішено відмовитися від елеронів і здійснити управління по всіх каналах диференціальним відхиленням рулів. Для цього були застосовані керма унікальної форми — «метелик» (з від'ємним звуженням).

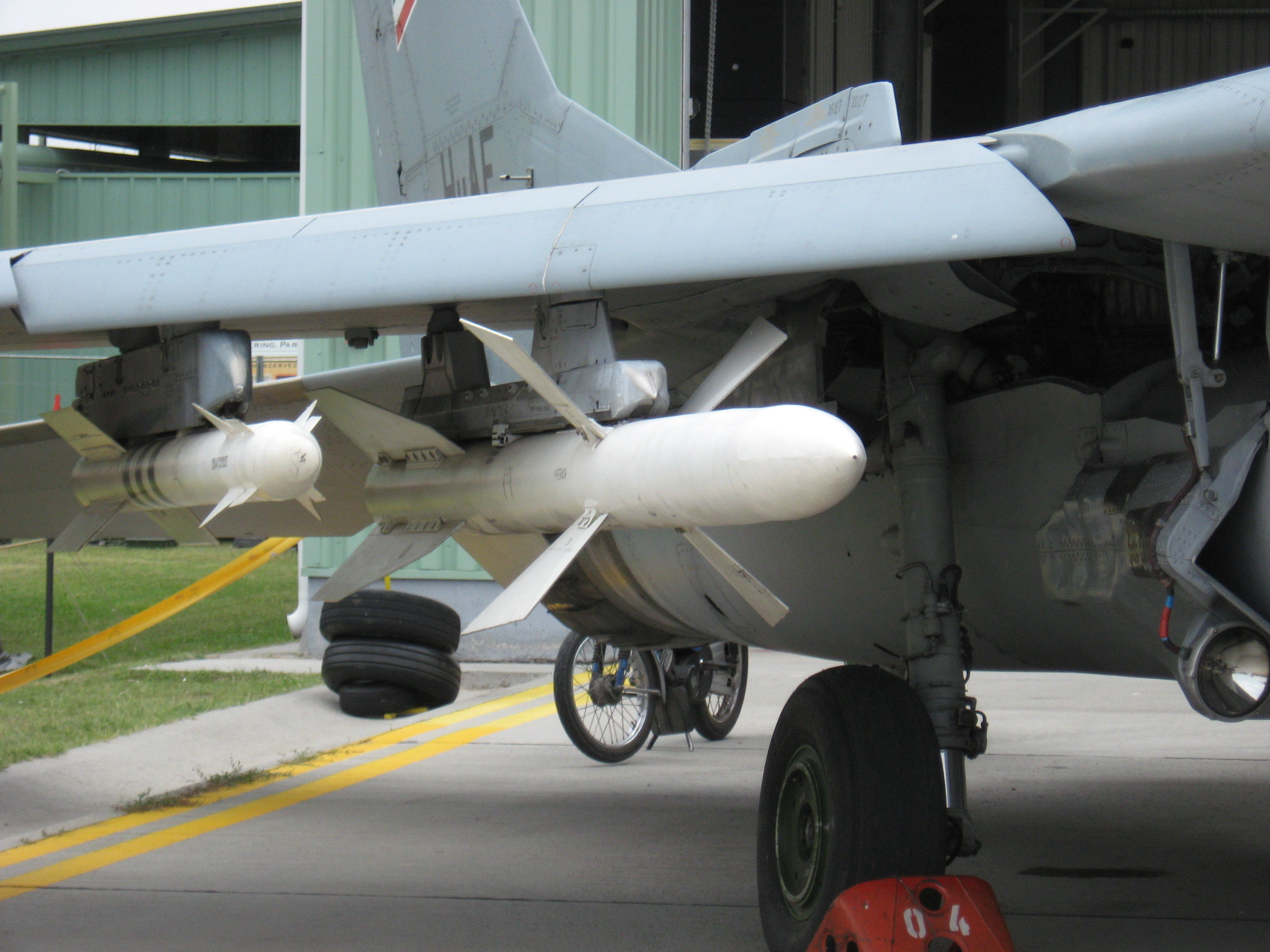
Р-73 та Р-27Р на винищувачі Угорських ВПС

Принципово нові технічні рішення були застосовані і при розробці бортової апаратури. Для радіолокаційної системи керування фахівці вибрали комбіновану схему функціонування: на основній ділянці польоту управління здійснюється по радіоканалу з носія, а на відстані 25 км від цілі ракета захоплює ціль самостійно і переходить в режим самонаведення. У результаті вдалося у 2-2,5 рази збільшити дальність пуску.
Вперше застосована антенна система з тривісною стабілізацією. Аналоговий та цифровий обчислювальні пристрої забезпечують реалізацію адаптивної логіки при впливі природних і організованих перешкод.
У 1977 році, після появи перших прототипів носіїв, почалися льотні випробування ракети. Відпрацювання ракети велася на літаючій лабораторії Ту-124ЛЛ. Перші запуски Р-27 були виконані в 1979 році з доопрацьованого МіГ-23МЛ. У 1980 році з нього ж виконувалися перші пуски по мішенях (парашутним і Ла-17). Подальші випробування проводилися з використанням МіГ-29 і тривали до вересня 1984 року.
Серійне виробництво Р-27 («виріб 470») організовано в 1984 році у Москві (КБ «Вымпел») та Києві (ГАХК «Артем», а ПАТ «Київський завод «Радар» (колишній «Комуніст») під назвою виріб 1101, випускав частину ракети без двигуна та бойової частини. Після розпаду СРСР виробництво було припинено.).
У 1987 році ракета прийнята на озброєння (у варіантах Р-27ЕР і Р-27ЕТ). У 1991 році група розробників ракети удостоєна Державної премії[джерело?].

## Конструкція

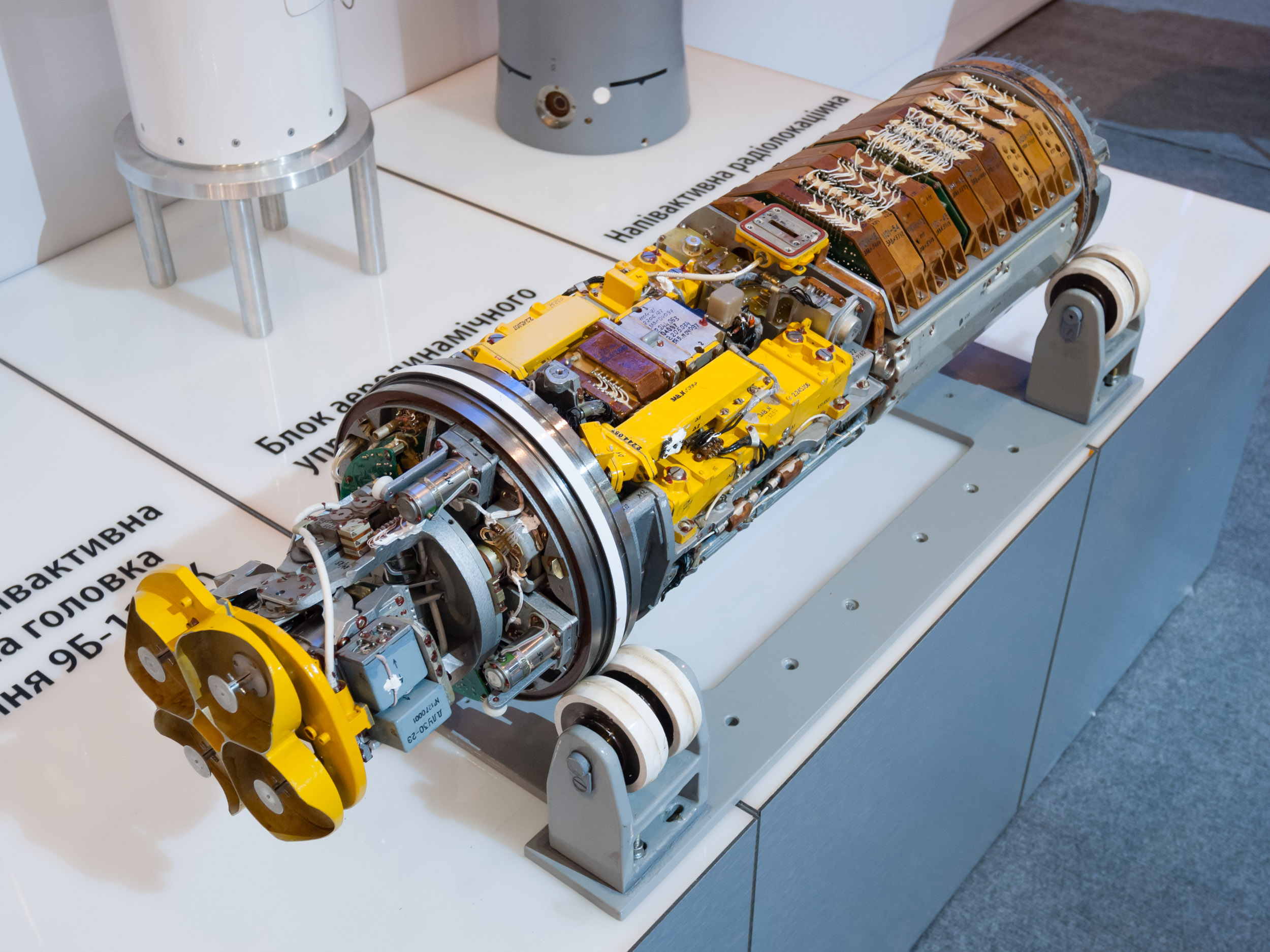
9Б-1101К, інерціально-напівактивна головка самонаведення для ракет типу Р-27Р, «Зброя та безпека», 2018 рік

Ракети сімейства Р-27 побудовані за аеродинамічною схемою «качка».
Конструкція модульна: ракети мають однакові бойові частини, блоки керування та енергоживлення, несні поверхні і рулі. Розрізняються силовими установками і головками самонаведення.
Крила малого подовження трапецієвидні. Рулі мають форму, що звужуються до основи (хорда в корені в два рази менше, ніж у кінцівок), що обумовлено специфікою надзвукової інтерференції корпусу і рухливих рулів великої площі. 
Рулі розташовані поблизу аеродинамічного фокуса ракети, що забезпечує безпосереднє управління підйомною силою і робить можливим перехоплення маневрених цілей за оптимальними траєкторіями. Приводи рулів гідравлічні з живленням від гідронасосу (вперше на радянських ракетах такого класу).
У носовій частині корпусу ракети знаходиться ГСН. У відсіку за нею розташовані радіопідривач і автопілот. У третьому відсіку знаходиться енергопривідний блок (турбогенератор, привід гідронасосу і рульові машини). Четвертий блок містить бойову частину (осколково-фугасну або стрижневу). У п'ятому відсіку розташовується силова установка, що складається з твердопаливного ракетного двигуна з титановим корпусом.

## Модифікації
Для навчання льотно-технічного персоналу передбачене виробництво навчальних ракет.

### Виробництва ДАХК «Артем»
Модифікації Р-27 виробництва ДАХК «Артем».
|                                              | Р-27ЕР1 | Р-27Р1 | Р-27ЕТ1 | Р-27Т1 |
| -------------------------------------------- | ------- | ------ | ------- | ------ |
| Маса, кг                                     | 350     | 253    | 343     | 245    |
| Довжина, м                                   | 4,7     | 4      | 4,5     | 3,7    |
| Калібр, м                                    | 0,23    | 0,23   | 0,23    | 0,23   |
| Діаметр двигуна, м                           | 0,26    | 0,23   | 0,26    | 0,23   |
| Розмах крил, м                               | 0,8     | 0,77   | 0,8     | 0,77   |
| Розмах керм, м                               | 0,97    | 0,97   | 0,97    | 0,97   |
| Висота пуску, км                             | до 27   | до 25  | до 30   | до 24  |
| Дальність максимальна (передня півсфера), км | 95      | 60     | 90      | 50     |
| Дальність мінімальна (задня півсфера), км    | 0,5     | 0,5    | 0,5     | 0,5    |
| Максимальне перевантаження, g                | 8       | 8      | 8       | 8      |
| Маса бойової частини, кг                     | 39      | 39     | 39      | 39     |
| Система наведення                            | 1*      | 1      | 2*      | 2      |

1 — напівактивна радіолокаційна головка з радіокорекцією

2 — інфрачервона головка
Ракети Р-27 перехоплюють повітряні цілі, що летять зі швидкостями до 3500 км / год
Цілевказуваня може здійснюватися від бортових радіолокаційних, теплопеленгаційних або оптико-електронних прицілів літака-носія, від надшоломної системи льотчика. Можливий запуск ракети в бік літака супротивника з подальшим автономним захопленням цілі ракетою у польоті.
Станом на початок 2019 року на ДАХК «Артем» тривали роботи над створенням нових модифікацій ракети Р-27 та голівок самонаведення, в тому числі активних голівок самонаведення (АГСН). Випробування з практичними пусками мають відбутись вже після 2021 року.
В 2021 році на виставці «Зброя та безпека — 2021» українське підприємство «Радіонікс» представило нову пасивну головку самонаведення для модернізації ракет Р-27. Нова головка самонаведення здатна виявляти таки цілі як Су-27 в задній напівсфері на відстані до 90 км (в порівнянні з 35-40 зі старою ГСН).

### ЗРК «Нарва»
В березні 2017 року генеральний директор концерну «Укроборонпром» Роман Романов, офіційно запропонував польському міністерству оборони спільну розробку системи протиповітряної оборони малої дальності з використанням авіаційних ракет Р-27, яка проводиться київським ДАХК «Артем».
Прототип системи ППО малої дальності, отримав робочу назву Р-27 ADS (Air Defence System), та підготовлений державним підприємством «Артем».
Нова система ППО може отримати назву «Нарва» і включатиме в себе компоненти польського виробництва: оглядовий радар, радіолокатор наведення ракет, мобільну пускову установку, пасивну оптико-електронну систему спостереження за повітряними цілями і супроводу ракети, систему бойового управління і систему зв'язку між компонентами.
Відзначається, що перший демонстраційний пуск української ракети «земля — повітря» з використанням польської радіолокаційної станції призначено на червень 2017 року. Надалі планується подальше проведення спільних наукових досліджень і розробок за участю польських компаній Polską Grupą Zbrojeniową і приватного підприємства WB Electronics.
Демонстрація системи планується у червні 2018 року, проведення попередніх випробувань за участю представників Міністерства національної оборони Польщі в жовтні 2018 року.
Дослідне виробництво компонентів системи за участю Polską Grupą Zbrojeniową, WB Electronics і ДАХК «Артем» передбачається почати влітку 2018 року з тим, щоб пройти військові приймальні випробування в листопаді 2018 року. Запуск масового виробництва передбачено з листопада 2019 року.

## Бойове застосування

### Російсько-українська війна
16 липня 2014 року російський МіГ-29 порушив повітряний простір України та з відстані 35-40 км запустив ракету Р-27Т по українському Су-25. Ракета влучила в сопло двигуна коли літак знаходився в районі Амвросіївки, пілоту вдалось здійснити аварійну посадку та евакуюватись в безпечне місце.
В серпні 2022 року було поширене відео злету українського винищувача МіГ-29МУ1 із стандартним бойовим навантаженням — дві ракети середньої дальності типу Р-27 (швидше за все Р-27ЕР), чотири ракети малої дальності типу Р-73 та підвісний паливний бак.